# Maud Frère
Maud Frère, née à Bruxelles le 13 octobre 1923 et morte le 17 octobre 1979, est une romancière belge de langue française.

## Biographie
Née en 1923, Maud Frère devient orpheline à 20 ans et renonce à des études littéraires pour privilégier une formation dans un Institut d'études sociales.
Elle publie régulièrement des romans à partir du milieu des années 1950. Romancière de la fragilité et du bonheur d'être, Maud Frère laisse une œuvre significative : neuf romans publiés chez Gallimard, parmi lesquels La Délice consacré à la marque laissé par le souvenir d'un viol, Les Jumeaux millénaires, évoquant le contexte de la Seconde Guerre mondiale, Guido, évoquant le souvenir d'un grand amour, ou encore Le Temps d'une carte postale, ou comment une amourette devient un drame.
Ces romans sont profondément ancrée dans la réalité belge de l'après-guerre, en Gaume ou en Brabant, à Bruxelles, dans les rues de Saint-Gilles, ou sur la côte belge. Ces personnages féminins, souvent confrontées à la solitude ou à une situation sociale difficile, disent leurs droits au désir, à l'amour physique, à la contestation sociale, de façon discrète et non fracassante. Les personnages masculins succombent aussi parfois au doute.
Maud Frère est aussi une critique littéraire et une auteure de littérature pour la jeunesse.
Elle meurt en 1979, à 56 ans.

## Romans
- 1956 : « Vacances secrètes »
- 1957 : « L’Herbe à moi »
- 1959 : « La Grenouille », prix Charles Veillon, Lausanne
- 1961 : « La Délice », adapté au cinéma par Jean-Pierre Berckmans (Isabelle devant le désir).
- 1962 : « Les Jumeaux millénaires », prix Victor-Rossel, Bruxelles
- 1965 : « Guido »
- 1966 : « Le Temps d'une carte postale »
- 1970 : « L’Ange aveugle »
- 1972 : « Des nuits aventureuses »

## Livres pour enfants: Véronique
(dates des éditions Pierre Tisné)
- 1964 : « Le journal de Véronique 1 : Mon chien, mon cousin et les autres »
- 1964 : « Le journal de Véronique 2 : Mon école »
- 1964 : « Le journal de Véronique 3 : Mon anniversaire »
- 1965 : « Le journal de Véronique 4 : Un après-midi chez Arlette »
- 1965 : « Le journal de Véronique 5 : Premier jour de vacances »
- 1965 : « Le journal de Véronique 6: La Cabane »
- 1966 : « Le journal de Véronique 7: Noël »
- 1966 : « Le journal de Véronique 8: La Mer »
- 1967 : « Le journal de Véronique 9: Odilon, les oreillons »

Ces livres sont au format  24x32, 24 pages, textes et grandes illustrations
(ce n'est pas une BD).
Les illustrations sont de Nadine Forster
Certains de ces livres ont été réédités dans un format plus petit (12x16,5) et 60 pages chez Casterman.
- 1981 : « Le journal de Véronique  : Premier jour de vacances »
- 1981 : « Le journal de Véronique  : La Cabane »
- 1982 : « Le journal de Véronique  : Noël »
- 1982 : « Le journal de Véronique  : La Mer »
- 19nn : « Le journal de Véronique  : Odilon, les oreillons »

Le personnage de Véronique est également présent dans les hebdomadaires pour la jeunesse 'Lisette' et  "Nade"
de 1967 à 1972.